# Schreineria regulator
Schreineria regulator là một loài tò vò trong họ Ichneumonidae.